# Le Prince de Bel-Air
Pour les articles homonymes, voir Bel Air.
Le Prince de Bel-Air (The Fresh Prince of Bel-Air) est une série télévisée américaine en 148 épisodes de 22 minutes, créée par Andy Borowitz et Susan Borowitz, et produite par Quincy Jones. Elle fut diffusée entre le 10 septembre 1990 et le 20 mai 1996 sur le réseau NBC,. Un épisode spécial qui réunit les acteurs a débuté sur HBO Max en novembre 2020,.
En Belgique et au Luxembourg, la série est diffusée dès 1991 sur RTL TVI et RTL TV. En France, la série est diffusée à partir de la fin du printemps 1992 dans l'émission Giga sur Antenne 2.
En 2019, Morgan Cooper écrit et réalise un fanfilm dramatique inspiré de la série, Bel-Air (en). Cela donnera lieu à une véritable reprise en série, Bel-Air, diffusée en 2022 sur la plateforme Peacock.

## Synopsis
Sur les conseils de sa mère, Will Smith, un adolescent de 17 ans débrouillard, quitte Philadelphie et son milieu modeste pour s’installer chez sa tante et son oncle (les Banks) à Los Angeles, afin d’avoir de meilleures chances de réussite dans la vie. Les Banks vivent dans une grande maison de Bel Air et sont habitués à un train de vie aisé. C'est ainsi que Will, fan de hip-hop et de basket-ball, va découvrir une nouvelle famille et une nouvelle vie, où les repas sont servis par un majordome. Évidemment, les conflits de classes sociales mènent à des situations drôles et rocambolesques.

## Distribution
- Will Smith (VF : Greg Germain) : William « Will » Smith
- James L. Avery, Sr. (VF : Georges Atlas dans les saisons 1-3, puis Henry Djanik dans les saisons 4-6) : Philip « Oncle Phil » Banks
- Alfonso Ribeiro (VF : Damien Boisseau dans les saisons 1-2, puis Fabrice Josso dans les saisons 3-6) : Carlton Banks
- Karyn Parsons (VF : Marie-Christine Darah) : Hilary Banks
- Tatyana Ali (VF : Valérie Siclay) : Ashley Banks
- Joseph Marcell (VF : Med Hondo) : Jeffrey (Geoffrey en version originale)
- Jeffrey A. Townes (VF : Vincent Ropion) : Jazz
- Janet Hubert-Whitten (VF : Claude Chantal) : Vivian Banks (1990-1993)
- Daphne Reid (VF : Michèle Bardollet) : Vivian Banks (1993-1996)
- Vernee Watson-Johnson (VF : Emmanuèle Bondeville) : Viola « Vy » Smith
- Ross Bagley : Nicky Banks (1994-1996)
- Virginia Capers : Hattie Banks (1990-1995)
- Nia Long : Lisa Wilkes / Claudia Prescott (1991-1995)

### Invités et participations
L'émission se distingue par une forte présence de célébrités invitées, avec plus de quarante célébrités invitées tout au long de la série. Les saisons 1 et 6 ont connu la plus forte participation de célébrités avec plus de 10 invités chacune.
- Richard Roundtree : Dr Mumford, père du crush amoureux de Will / Révérend Gordon Sims (saison 1 épisode 3 / saison 6 épisode 18)
- Don Cheadle (VF : William Coryn) : Ice Tray (saison 1 épisode 5)
- Bo Jackson : Lui-même (saison 1 épisode 9)
- Heavy D : Lui-même (saison 1 épisode 9)
- Malcolm-Jamal Warner : Lui-même (saison 1 épisode 9)
- Quincy Jones : Lui-même (saison 1 épisode 9)
- Al B. Sure : Lui-même (saison 1 épisode 9)
- Kadeem Hardison : Lui-même (saison 1 épisode 9)
- Naomi Campbell : Helen (saison 1 épisode 10)
- Isiah Thomas : Lui-même (saison 1 épisode 11)
- Evander Holyfield (VF : Pascal Renwick) : Lui-même (saison 1 épisode 15)
- Vivica A. Fox : Janet (saison 1 épisode 19)
- Jasmine Guy : Kayla Samuels (saison 1 épisode 21)
- Tevin Campbell : Little T (saison 1 épisode 24)
- Queen Latifah : Marissa Redman (saison 1 épisode 25) - Dee Dee (saison 2 épisode 8)
- Malcolm-Jamal Warner : Eric (saison 2 épisode 9)
- Zsa Zsa Gábor : Sonya Lamor (saison 2 épisode 10)
- Bell Biv DeVoe : Eux-mêmes (saison 2 épisode 11)
- Brandon Quintin : Ramon / Bryan (saison 2 épisode 12 / saison 4 épisode 18)
- Allen Payne : Marcus (saison 2 épisode 15)
- Milton Berle : Max Jakey (saison 2 épisode 18)
- Lark Voorhies : Cindy (saison 3 épisode 5)
- Sherman Hemsley : Le juge Robertson (saison 3 épisode 6)
- Oprah Winfrey (VF : Évelyne Grandjean) : Elle-même (saison 3 épisode 9)
- Vanessa Williams : Danny Mitchell (saison 3 épisode 11)
- Naya Rivera : Cindy (saison 3 épisode 16)
- Kim Fields : Monique (saison 3 épisode 17)
- Earl Boen (VF : Jacques Ciron) : Ed, le représentant de l’Université de Princeton (saison 3, épisode 18)
- Tom Jones : Lui-même (saison 3 épisode 18)
- DL Hughley : Keith Campbell (saison 3 épisode 22)
- Brian Levinson (VF : Brigitte Lecordier) : Michael (saison 3, épisode 24)
- Hugh Hefner (VF : Jean-François Kopf) : Lui-même (saison 4 épisode 9)
- Robin Quivers : Judith (saison 4 épisode 12)
- Boyz II Men : Eux-mêmes (saison 4 épisode 13)
- Branford Marsalis : Lui-même / Duane (saison 4 épisode 14 / saison 4 épisode 18)
- Stacey Dash : Michelle Michaels (saison 4 épisode 17)
- Robert Guillaume : Pete Fletcher (saison 4 épisode 19)
- John Witherspoon (VF : Med Hondo) : Augustus Adams (saison 4 épisode 21)
- Pam Grier : Janice Robertson (saison 4 épisode 22)
- Ben Vereen (VF : Pascal Renwick) : Lou Smith (saison 4 épisode 24)
- Donald Trump (VF : Julien Thomast) : Lui-même (saison 4 épisode 25)
- Marla Maples : Elle-même (saison 4 épisode 25)
- Dick Clark : Lui-même (saison 4 épisode 26 / saison 6 épisode 20)
- Brad Garrett : John 'Fingers' O'Neill (saison 5 épisode 5)
- Kareem Abdul Jabbar : Lui-même (saison 5 épisode 6)
- Don Cornelius (VF : Pascal Renwick) : Lui-même (saison 5 épisode 8)
- Antonio Fargas : Lamont Kelly (saison 5 épisode 8)
- Pat Morita : Mr.Yoshi (saison 5 épisode 9)
- Ken Griffey Jr. : Lui-même (saison 5 épisode 9)
- Jay Leno : Lui-même (saison 5 épisode 10 / saison 6 épisode 5)
- John Amos (VF : Georges Lycan) : Fred Wilkes (saison 5 épisodes 12, 18, 25)
- Isabel Sanford : Louise Jefferson (saison 5 épisode 17 / saison 6 épisode 24)
- Isaac Hayes : Le prêtre (saison 5 épisode 18)
- Robin Givens : Denise (saison 5 épisode 23)
- Chris Rock : Maurice / Jasmine (saison 6 épisode 2)
- B. B. King : Pappy (saison 6 épisode 4)
- Jaleel White : Derek (saison 6 épisode 7)
- Wayne Newton : Lui-même (saison 6 épisode 8)
- Dick Clark : Lui-même (saison 6 épisode 20)
- Regis Philbin : Lui-même (saison 6 épisode 21)
- William Shatner : Lui-même (saison 6 épisode 22)
- Conrad Bain : Phillip Drummond (saison 6 épisode 24)
- Gary Coleman : Arnold Jackson-Drummond (saison 6 épisode 24)
- Marla Gibbs : Florence Johnston (saison 6 épisode 24)

## Développement
En 1990, le manager musical Benny Medina et son partenaire commercial, le magnat de l'immobilier Jeff Pollack, décident de commercialiser une histoire télévisée basée sur la vie de Medina. Medina a grandi dans la pauvreté à East Los Angeles, mais sa vie a changé lorsqu'il s'est lié d'amitié avec un riche adolescent blanc, dont la famille vivait à Beverly Hills et qui a permis à Medina de vivre avec eux. Medina décide d'utiliser cette partie de sa vie comme point central de la série. Cependant, étant donné qu'à l'époque, un personnage noir vivant avec une famille blanche était un concept qui avait été fait de nombreuses fois à la télévision, Medina décide de remplacer la riche famille blanche par une riche famille noire. « De cette façon, nous pouvions explorer les préjugés entre Noirs ainsi que les différences de classe entre Noirs », déclare Medina dans une interview pour le magazine Ebony.
Medina présente l'idée à Quincy Jones, qui venait de signer un contrat de télévision avec Time-Warner. Jones, impressionné par l'idée, organise une rencontre avec Brandon Tartikoff, directeur de la NBC. Will Smith est alors bien connu, car sa carrière musicale l'a fait connaître du grand public, mais il s'est endetté après avoir omis de payer ses impôts. À la suggestion de sa petite amie de l'époque, Smith se rend à un enregistrement de l'Arsenio Hall Show où il rencontre Medina par hasard. Medina lui soumet l'idée, mais Smith est réticent, n'ayant jamais joué auparavant. Medina invite Smith à rencontrer Jones lors d'une fête que ce dernier organise chez lui en décembre 1989. Là, Jones lui remet le script d'un pilote raté de Morris Day qu'il avait produit et le met au défi d'auditionner pour Tartikoff sur-le-champ. Smith s'exécute, et le premier contrat pour la série est établi cette nuit-là dans une limousine à l'extérieur. Trois mois plus tard, le pilote était tourné.
Andy Borowitz et son épouse, Susan, sont considérés comme les créateurs de la série. Andy Borowitz, qui était sous contrat avec NBC, a été choisi par Tartikoff pour écrire le pilote. Il s'est inspiré des cousines de Will pour les filles de Quincy Jones, et a nommé Carlton d'après son ami Carlton Cuse. En 2015, il a remarqué que « cela a été écrit et enregistré en environ trois semaines, du début à la fin, et d'une manière ou d'une autre, cela a fonctionné. C'était juste une explosion de vraiment bonne chance ».
L'enregistrement de l'épisode pilote commence le 1er mai 1990. La saison 1 est diffusée pour la première fois en septembre 1990 et se termine en mai 1991. La finale de la série est enregistrée le jeudi 21 mars 1996, et diffusée le lundi 20 mai 1996.
En 1993, après la fin de la saison 3, NBC décide de terminer la série. Mais la vive réaction des fans et les pétitions (« Sauvez le Prince de Bel-Air ») incitent la chaîne à revoir sa position. La série sera reconduite pour trois autres saisons (4 à 6). Le personnage de Vivian Banks (la mère) a connu deux actrices différentes dans la série. Janet Hubert-Whitten (saisons 1 à 3) quitte la série à cause d'une dispute avec Will Smith (ou d'une rupture de contrat selon d'autres sources). Elle est remplacée par l'actrice Daphne Reid (saisons 4 à 6).
La chanson thème Yo Home to Bel Air est écrite et interprétée par Will Smith sous son nom de scène, The Fresh Prince. La chanson est composée par Quincy Jones, qui est crédité avec Smith à la fin de chaque épisode. La musique souvent utilisée pour relier les scènes entre elles au cours de la série est basée sur une structure d'accords similaire.
En août 2020, il est annoncé que Will Smith et Morgan Cooper développaient un reboot de la série basé sur Bel-Air de Cooper. Selon les rapports, la série était en préparation depuis plus d'un an, depuis que Cooper a posté sa bande-annonce de Bel-Air sur YouTube, avec Netflix, Peacock et HBO Max tous actuellement en train de faire une offre pour la série.

## Épisodes

### Première saison (1990-1991)
1. Les Grands projets (The Fresh Prince Project)
2. Attachez vos ceintures (Bang the Drum, Ashley)
3. En avant la musique (Clubba Hubba)
4. On ne touche pas (Not With My Pig, You Don't)
5. Qu'on est bien chez vous (Homeboy, Sweet Homeboy)
6. Si ce n'est toi... (Mistaken Identity)
7. Bonjour la poésie (Def Poet's Society)
8. Un jour ton prince viendra - 1re partie (Someday Your Prince Will Be in Effect - Part 1)
9. Un jour ton prince viendra - 2e partie (Someday Your Prince Will Be in Effect - Part 2)
10. Dis-moi que tu m'aimes (Kiss My Butler)
11. C'est le grand amour (Courting Disaster)
12. Le Dindon de la farce (Talking Turkey)
13. C'est beau l'instruction (Knowledge is Power)
14. Quand ça va mal (Day Damn One)
15. Tout le monde peut se tromper (Deck the Halls)
16. Un coup de chance (The Lucky Charm)
17. Question de couleur (The Ethnic Tip)
18. Les Vieux de l'amour (The Young and the Restless)
19. Il fallait que ça arrive (It Had To Be You)
20. Une créature de rêve (Nice Lady)
21. Le Coup de foudre (Love at First Fight)
22. Nul n'est parfait (Banks Shot)
23. 72 heures (72 Hours)
24. La Faute à qui ? (Just Infatuation)
25. Quand faut y aller (Working It Out)

### Deuxième saison (1991-1992)
1. L'Amour et tout le tremblement (Did the Earth Move For You?)
2. Pas de quartier (The Mother of All Battles)
3. Will trouve un emploi (Will Gets a Job)
4. Vive les études (PSAT Pstory)
5. Les mamies ne sont pas des momies  (Granny Gets Busy)
6. Le marié était un blanc (Guess Who's Coming to Marry?)
7. À vos ballets mesdames (The Big Four-Oh)
8. Méfiez-vous des apparences (She Ain't Heavy)
9. Retour de manivelle (Cased Up)
10. Son service en vaut un autre (Hi-Ho Silver)
11. Les congrès, ça use ! (The Butler Did It)
12. Donner c'est prendre (Something For Nothing)
13. Un Noël mouvementé (Christmas Show)
14. Traiteur sur gages (Hilary Gets a Life)
15. Le Haut du panier (My Brother's Keeper)
16. L'Âme sœur (Geoffrey Cleans Up)
17. Traitement de choc (Community Action)
18. Will a horreur de l'hôpital (Ill Will)
19. Drôle de jeu (Eyes on the Prize)
20. Souvenirs de contestation (Those Were the Days)
21. Ma mère a un amant (Vying for Attention)
22. Les Sabots d'Helen (The Aunt Who Came to Dinner)
23. Parlez-moi d'amour (Be My Baby Tonight)
24. Coup de chaleur (Strip-Tease for Two)

### Troisième saison (1992-1993)
1. Un retour dont on ne revient pas (How I Spent My Summer Vacation)
2. Après l'émeute (Will Gets Committed)
3. Cousins, cousines (That's No Lady, That's My Cousin)
4. Will a des antennes (Hilary Gets a Job)
5. Carlton en tient une couche (Mama's Baby, Carlton's Maybe)
6. Un juge, deux touches (P.S. I Love You)
7. Laissez les juges (Here Comes the Judge)
8. Aux abois dans les bois (Boyz in the Woods)
9. Ambiance électorale (A Night at the Oprah)
10. Élections tragiques (Asses to Ashes)
11. Travaux pratiques (A Funny Thing Happened on the Way to the Forum)
12. Guerre froide (The Cold War)
13. Très chère maman (Mommy Nearest)
14. Les paris sont truqués (Winner Takes Off)
15. Reconversion (Robbing the Banks)
16. Lorsque l'enfant paraît (Bundle of Joy)
17. Un plan d'enfer (The Best Laid Plans)
18. Le Prince de Princetown (The Alma Matter)
19. Tout est bien qui finit mal (Just Say Yo)
20. La Délivrance (The Baby Comes Out)
21. La Retraite du flambeur (You Bet Your Life)
22. Will se lance dans le comique (Ain't No Business Like Show Business)
23. Un vrai festival (The Way We Were)
24. Le Diplôme de fin d'études (Six Degrees of Graduation)

### Quatrième saison (1993-1994)
1. Quand le jazz est là - 1re partie (Where There's a Will, There's a Way - Part 1)
2. Ça tombe mal - 2e partie (Where There's a Will, There's a Way - Part 2)
3. Willosophie (All Guts, No Glory)
4. Le Père de l'année (Father of the Year)
5. La Toute première fois (It's Better to Have Loved and Lost It…)
6. Mauvais procès (Will Goes a-Courtin')
7. Le Mauvais sort s'abat sur la famille (Hex and the Single Guy)
8. Que le bizutage commence (Blood is Thicker Than Mud)
9. Cas de conscience (Fresh Prince After Dark)
10. Homme au bord de la crise cardiaque (Home is Where the Heart Attack Is)
11. Ma cousine est à vous (Take My Cousin - Please)
12. Un concours particulier (You've Got To Be a Football Hero)
13. Un baptême pas comme les autres (Twas the Night Before Christening)
14. Tapage nocturne (Sleepless in Bel-Air)
15. Merci patron (Who's the Boss)
16. Drôle d'oiseau (I Know Why the Caged Bird Screams)
17. Ça vous fait quoi de sortir avec une star ? (When You Hit Upon a Star)
18. Quand l'amour s'en mêle (Stop Will! In the Name of Love)
19. Grand vent dans les ventes (You'd Better Shop Around)
20. La Femme de mon ami (The Ol' Ball and Chain)
21. Tombés du ciel (The Harder They Fall)
22. L'Allumeur allumé (M is For the Many Things She Gave Me)
23. La Fête des mères (Mother's Day)
24. Papa a encore une excuse (Papa's Got a Brand-New Excuse)
25. Maison à vendre (For Sale By Owner)
26. Retour aux sources (The Philadelphia Story)

### Cinquième saison (1994-1995)
1. Le Client - 1re partie (What's Will Got to Do With It? - Part 1)
2. Le Licenciement de Will - 2e partie (The Client - Part 2)
3. Il faut croire au Père Noël (Reality Bites)
4. C'est la guerre (Grumpy Young Men)
5. Cinéma (Fresh Prince: The Movie)
6. Une fille très attachante (Will's Misery)
7. Vie privée (Father Knows Best)
8. Les Années nostalgie (Sooooooooul Train)
9. Peine de cœur (Love Hurts)
10. Diffamation (Will's Up a Dirt Road)
11. Will fait de l'exercice (Will Steps Out)
12. Un père encombrant (Same Game, Next Season)
13. Duo d'amour (Three's a Crowd)
14. Une soirée de menteurs (It's a Wonderful Lie)
15. Il pleut des balles (Bullets Over Bel-Air)
16. La Bague au doigt (A Decent Proposal)
17. Les Apprentis mariés (Will is From Mars...)
18. Jour de noces (The Wedding Show (Psyche!))
19. Will agent immobilier (Slum Like It... Not!)
20. Will fait de la télé (As the Will Turns)
21. Will est sous hypnose (Save the Last Trance For Me)
22. Halte à la corruption (To Thine Own Self Be Blue... and Gold)
23. La Guerre de Sécession (Cold Feet, Hot Body)
24. Flash-back en ascenseur (Love in an Elevator)
25. Mariage surprise (For Whom the Wedding Bells Toll)

### Sixième saison (1995-1996)
1. Halte au feu (Burnin' Down the House)
2. La Chasse aux petits boulots (Get a Job)
3. Apparences trompeuses (Stress Related)
4. Carlton a le blues (Bourgie Sings the Blues)
5. Salle d'audience et audience sale (The Script Formerly Known As)
6. Sauve qui peut (Not, I Barbecue)
7. La Chose (Not With My Cousin You Don't)
8. Bananes flambées (Viva Lost Wages)
9. Veille de fête - 1re partie (There's the Rub - Part 1)
10. Veille de fête - 2e partie (There's the Rub - Part 2)
11. Hilary veut un bébé (I, Ooh, Baby, Baby)
12. Tout le monde au gymnase ! (Boxing Helena)
13. Quel clown alors ! (I, Clownius)
14. Irrésistible tentation - 1re partie (Breaking Up is Hard To Do - Part 1)
15. Irrésistible tentation - 2e partie (Breaking Up is Hard To Do - Part 2)
16. Carlton maître du bowling (I, Bowl Buster)
17. Le Fils de Geoffrey (The Butler's Son Did It)
18. Veille de Pâques (Hare Today...)
19. Le Bêtisier de Will (I, Whoops, There It Is)
20. Le Roi de la jungle (I, Stank Horse)
21. Qui perd gagne (I, Stank Hole in One)
22. La Dent du bonheur (Eye, Tooth)
23. Vol au-dessus d'un nid de cigales - 1re partie (I, Done - Part 1)
24. Les Dernières folies - 2e partie (I, Done - Part 2)

### Diffusions internationales
Côté doublage français, à partir de la saison 3, la voix de Carlton change. Les deux voix de Carlton sont Damien Boisseau (saisons 1-2), puis Fabrice Josso (saisons 3-6). À partir de la saison 4, la voix française de l'oncle Phil change également. Les 2 VF de l'oncle Phil sont Georges Atlas (saisons 1-3), puis Henry Djanik (saisons 4-6).
En Belgique et au Luxembourg, la série est diffusée dès 1991 sur RTL TVI et RTL TV. En France, la série est diffusée à partir de la fin du printemps 1992 dans l'émission Giga sur Antenne 2, et dans d'autres émissions jusqu'en 1997 sur France 2, Monte-Carlo TMC, Comédie, W9, France 4, Virgin 17 et Direct 8, qui rediffuse la série jusqu'en 2012. Depuis le 6 octobre 2022 la série est rediffusée sur la chaine NRJ 12. La série est rediffusée depuis le 1er janvier 2017 jusqu'à une date inconnue sur BET France en haute définition. La série est intégralement disponible sur Amazon Prime Video France.
En Espagne, l'émission est diffusée sous le titre El príncipe de Bel-Air et en Amérique latine sous le titre El Príncipe del rap en Bel-Air. En Italie, elle est diffusée en 1993 sous le titre Willy il nero, lo svitato di Bel-Air.

## Cross-overset autres apparitions
Karyn Parsons apparaît dans la série Petite Fleur (saison 2, épisode 19). Elle apparaît aussi dans la série Out All Night (saison 1, épisode 10). Alfonso Ribeiro et Tatyana Ali apparaissent dans la série In the House (saison 2, épisode 1). Sherman Hemsley et Isabel Sanford de la série The Jeffersons, ainsi que Conrad Bain et Gary Coleman de la série Arnold et Willy apparaissent dans le final de la série.

## DVD
Des DVD sont édités et sortis par Warner Bros. en français, anglais, et italien. En France, la première saison sort le 22 juin 2005 en coffret 5 DVD. La deuxième saison sort le 21 juin 2006 (4 DVD), la troisième saison le 8 novembre 2006 (4 DVD), et la quatrième saison le 18 avril 2007 (4 DVD). Les saisons 5 et 6 ne sortiront pas en France (trouvables en coffret belge et dans le coffret intégrale). Un coffret des saisons 1 à 4 est sorti le 17 octobre 2012, puis re-sorti le 2 mai 2013. Un coffret intégrale des saisons 1 à 6 sorti le 7 octobre 2015 (il s'agit en fait du coffret belge sorti le 1er octobre 2015 en Belgique).

## Dans la culture populaire
Le rappeur Soprano fait référence à cette série dans la chanson Fresh Prince. En 2019, le groupe PNL fait lui aussi référence à la série dans la chanson Deux frères. La même année, le groupe DTF fait lui aussi référence dans le titre Funcky Drugs.
On peut retrouver la célèbre danse de Carlton, personnage récurrent de la série, notamment dans le jeu vidéo Fortnite. Alfonso Ribeiro, qui jouait Carlton dans la série, accusera le jeu d'avoir « plagié » sa danse.

## Reprise
Morgan Cooper écrit et réalise le court métrage Bel-Air (en), publié sur YouTube en mars 2019. Il s'agit d'une version dramatique de la sitcom,. Will Smith souligne les qualités du film et exprime son envie d'en faire un véritable projet,. En août 2020, c'est sous la forme d'une nouvelle série reboot que l'aventure se concrétise. En septembre 2020, Peacock commande deux saisons de la série, intitulée Bel-Air et produite par la société de Will Smith et Jada Pinkett Smith (Westbrook Inc.) et Universal Television, et qui est diffusée depuis le 13 février 2022 sur Peacock. Dans la série reboot 3 actrices de la série originale y font apparitions : Daphne Reid - saison 1 épis 9 + Vernee Watson - saison 1 épis 9 + Tatyana Ali - saison 2 épis 1.